# 高田宗彦
高田 宗彦（たかだ むねひこ、本名：松本 慈美、1916年9月15日 - 2004年3月31日）は、長崎県島原市出身の俳優。長女は、女優の松本留美。

## 人物・略歴
父親はスコットランド人で、その日本人離れした容貌から、戦時中は「鬼畜米英」と罵られ、つらい思いをしたという。
戦後、大映の社員俳優として、大映倒産時まで在籍した。外国人役を中心に数多くの作品に出演したが、ほとんどが端役である。大映が初めて製作したテレビ映画『少年ジェット』では、ジェットの宿敵のジャック・ジェームス、怪盗ブラック・デビルを演じて人気を集めたが、視聴者の子ども達からテレビ番組での役柄と混同され、私生活では石を投げられたり、家族で銭湯に行くとお湯をかけられたりと、苦労もあったという。しかし当時のファンの回想によれば、高田がファンからサインを求められた際それに喜んで応じているのを見て、自分もブラック・デビルが好きになったという。『少年ジェット』での人気により大映以外の映画会社から移籍の話があったが、家族からの反対もあり大映に留まった。
大映倒産後は、演劇学校の講師を務めた。

## 出演作品

### テレビ
- 少年ジェット（ジェームス、荷蛭妖造、怪盗ブラック・デビル）

### 映画
- 私は狙われている （1950年、大男）
- 猛獣使いの少女 （1952年）
- しゃぼん玉親爺（1956年、待従長）
- 東京犯罪地図（1956年大映、チンピラの殺し屋）
- 夜の蝶（1957年、木ちゃん）
- 健太と黒帯先生（1957年、トンズラの政）
- 暖流（1957年、体操教師）
- 日露戦争勝利の秘史 敵中横断三百里（露軍の将校）
- 氷壁（1958年、テレビの解説者）
- 巨人と玩具（1958年、運転手A）
- 不敵な男（1958年、山崎）
- 最高殊勲夫人（1959年、ロカビリーの司会者）
- 現代インチキ物語 騙し屋（1964年、外人客）
- 大怪獣ガメラ（1965年、ソビエト代表）
- 大怪獣空中戦 ガメラ対ギャオス（1967年、新幹線の客）
- ガメラ対宇宙怪獣バイラス（1968年、ジムの父）
- ガメラ対大魔獣ジャイガー（1970年、ヘリコプターの外人パイロット）